# 小行星4827
小行星4827（英語：4827 Dares）是一颗围绕太阳公转的小行星。1988年8月17日，卡罗琳·舒梅克在帕洛马山发现了此天体。
这颗小行星的绝对星等为168.20531等。小行星4827以希臘神話的人物達里斯·弗里吉烏斯命名。